# Puchar Świata w Piłce Siatkowej Mężczyzn 1995
Puchar Świata w piłce siatkowej mężczyzn w 1995  odbył się w dniach 18 listopada–2 grudnia w Japonii. Był jedną z kwalifikacji do Igrzysk Olimpijskich w Atlancie w 1996. Turniej wygrały Włochy, przed Holandią oraz Brazylią. Wszystkie te drużyny wywalczyły kwalifikację olimpijską. MVP został Andrea Giani.

## Uczestnicy
W turnieju brało udział 12 reprezentacji: Japonia (gospodarz), mistrzowie i wicemistrzowie turniejów kontynentalnych 5 konfederacji (Azji, Afryki, Europy, Ameryki Południowej i Północnej), oraz zespół zaproszony przez FIVB oraz organizatora – Kanada.
| Turniej                         | Data                | Miasto        | Państwo          | Zakwalifikowane zespoły |
| ------------------------------- | ------------------- | ------------- | ---------------- | ----------------------- |
| Mistrzostwa Afryki              |                     | Tunis         | Tunezja          | Tunezja Egipt           |
| Mistrzostwa Azji                | 11-23 września 1995 | Seul          | Korea Południowa | Korea Północna Chiny    |
| Mistrzostwa Europy              | 8-16 września 1995  | Ateny, Patras | Grecja           | Włochy Holandia         |
| Mistrzostwa Ameryki Północnej   |                     | Edmonton      | Kanada           | Kuba Stany Zjednoczone  |
| Mistrzostwa Ameryki Południowej |                     | Porto Alegre  | Brazylia         | Brazylia Argentyna      |

## Terminarz i wyniki

### 1° runda

#### Tokyo
| Data  | Drużyna 1 | Wynik | Drużyna 2 | 1     | 2     | 3     | 4     | 5     | * |
| ----- | --------- | ----- | --------- | ----- | ----- | ----- | ----- | ----- | - |
| 18.11 | Argentyna | 3:1   | Chiny     | 15:10 | 9:15  | 15:10 | 15:11 |       |   |
| 18.11 | Włochy    | 3:0   | Egipt     | 15:5  | 15:2  | 15:8  |       |       |   |
| 18.11 | Japonia   | 3:1   | Kanada    | 14:16 | 15:13 | 15:6  | 15:7  |       |   |
| 19.11 | Chiny     | 3:0   | Egipt     | 15:7  | 15:4  | 15:8  |       |       |   |
| 19.11 | Włochy    | 3:0   | Kanada    | 15:3  | 15:7  | 15:10 |       |       |   |
| 19.11 | Japonia   | 3:0   | Argentyna | 15:13 | 15:3  | 15:10 |       |       |   |
| 20.11 | Kanada    | 3:2   | Egipt     | 12:15 | 16:14 | 15:12 | 10:15 | 15:10 |   |
| 20.11 | Włochy    | 3:0   | Argentyna | 15:4  | 15:6  | 15:3  |       |       |   |
| 20.11 | Japonia   | 3:0   | Chiny     | 15:4  | 15:10 | 15:4  |       |       |   |

#### Kumamoto
| Data  | Drużyna 1         | Wynik | Drużyna 2         | 1     | 2     | 3     | 4     | 5     | * |
| ----- | ----------------- | ----- | ----------------- | ----- | ----- | ----- | ----- | ----- | - |
| 18.11 | Holandia          | 3:0   | Tunezja           | 15:11 | 15:4  | 15:5  |       |       |   |
| 18.11 | Brazylia          | 3:0   | Stany Zjednoczone | 15:8  | 15:13 | 15:8  |       |       |   |
| 18.11 | Kuba              | 3:0   | Korea Południowa  | 15:11 | 15:2  | 15:11 |       |       |   |
| 19.11 | Stany Zjednoczone | 3:0   | Tunezja           | 15:7  | 15:5  | 15:9  |       |       |   |
| 19.11 | Kuba              | 3:2   | Holandia          | 7:15  | 17:15 | 8:15  | 15:8  | 17:15 |   |
| 19.11 | Brazylia          | 3:1   | Korea Południowa  | 15:3  | 12:15 | 15:3  | 15:11 |       |   |
| 20.11 | Holandia          | 3:0   | Stany Zjednoczone | 15:10 | 15:7  | 15:6  |       |       |   |
| 20.11 | Korea Południowa  | 3:0   | Tunezja           | 15:10 | 15:9  | 15:10 |       |       |   |
| 20.11 | Brazylia          | 3:0   | Kuba              | 15:9  | 15:0  | 15:9  |       |       |   |

### 2° runda

#### Hiroshima
| Data  | Drużyna 1 | Wynik | Drużyna 2 | 1     | 2    | 3     | 4     | 5 | * |
| ----- | --------- | ----- | --------- | ----- | ---- | ----- | ----- | - | - |
| 22.11 | Argentyna | 3:0   | Kanada    | 15:8  | 15:9 | 15:8  |       |   |   |
| 22.11 | Włochy    | 3:0   | Chiny     | 15:4  | 15:3 | 15:3  |       |   |   |
| 22.11 | Japonia   | 3:0   | Egipt     | 15:9  | 15:5 | 15:8  |       |   |   |
| 23.11 | Chiny     | 3:1   | Kanada    | 15:10 | 15:6 | 14:16 | 15:13 |   |   |
| 23.11 | Argentyna | 3:0   | Egipt     | 15:5  | 15:5 | 15:6  |       |   |   |
| 23.11 | Włochy    | 3:0   | Japonia   | 15:4  | 15:6 | 15:8  |       |   |   |

#### Kugamoto
| Data  | Drużyna 1         | Wynik | Drużyna 2        | 1     | 2     | 3     | 4     | 5 | * |
| ----- | ----------------- | ----- | ---------------- | ----- | ----- | ----- | ----- | - | - |
| 22.11 | Kuba              | 3:1   | Tunezja          | 15:5  | 6:15  | 15:5  | 15:6  |   |   |
| 22.11 | Holandia          | 3:1   | Brazylia         | 17:15 | 12:15 | 15:7  | 17:16 |   |   |
| 22.11 | Stany Zjednoczone | 3:0   | Korea Południowa | 15:9  | 15:11 | 15:13 |       |   |   |
| 23.11 | Brazylia          | 3:0   | Tunezja          | 15:6  | 15:9  | 15:12 |       |   |   |
| 23.11 | Stany Zjednoczone | 3:0   | Kuba             | 15:10 | 15:11 | 15:8  |       |   |   |
| 23.11 | Holandia          | 3:0   | Korea Południowa | 15:4  | 15:9  | 15:11 |       |   |   |

### 3° runda

#### Sendai
| Data  | Drużyna 1         | Wynik | Drużyna 2        | 1     | 2     | 3     | 4    | 5 | * |
| ----- | ----------------- | ----- | ---------------- | ----- | ----- | ----- | ---- | - | - |
| 26.11 | Brazylia          | 3:0   | Argentyna        | 15:6  | 15:3  | 15:4  |      |   |   |
| 26.11 | Korea Południowa  | 3:0   | Chiny            | 15:11 | 15:11 | 15:5  |      |   |   |
| 26.11 | Japonia           | 3:0   | Tunezja          | 15:3  | 15:7  | 15:4  |      |   |   |
| 28.11 | Holandia          | 3:0   | Kanada           | 15:7  | 15:10 | 15:1  |      |   |   |
| 28.11 | Egipt             | 3:0   | Tunezja          | 15:3  | 17:15 | 16:14 |      |   |   |
| 28.11 | Japonia           | 3:0   | Korea Południowa | 15:6  | 15:13 | 15:9  |      |   |   |
| 29.11 | Brazylia          | 3:0   | Kanada           | 15:5  | 15:4  | 15:6  |      |   |   |
| 29.11 | Włochy            | 3:1   | Kuba             | 15:12 | 7:15  | 15:8  | 15:3 |   |   |
| 29.11 | Stany Zjednoczone | 3:0   | Japonia          | 15:7  | 15:12 | 15:9  |      |   |   |

#### Fokushima
| Data  | Drużyna 1         | Wynik | Drużyna 2 | 1     | 2     | 3     | 4     | 5     | * |
| ----- | ----------------- | ----- | --------- | ----- | ----- | ----- | ----- | ----- | - |
| 26.11 | Kuba              | 3:0   | Kanada    | 15:10 | 15:6  | 15:5  |       |       |   |
| 26.11 | Włochy            | 3:1   | Holandia  | 13:15 | 15:6  | 15:8  | 15:3  |       |   |
| 26.11 | Stany Zjednoczone | 3:0   | Egipt     | 15:10 | 15:8  | 15:9  |       |       |   |
| 28.11 | Kuba              | 3:2   | Argentyna | 15:13 | 8:15  | 7:15  | 15:13 | 18:16 |   |
| 28.11 | Włochy            | 3:1   | Brazylia  | 15:9  | 10:15 | 16:14 | 15:8  |       |   |
| 28.11 | Stany Zjednoczone | 3:0   | Chiny     | 15:7  | 15:4  | 15:6  |       |       |   |
| 29.11 | Holandia          | 3:0   | Argentyna | 15:7  | 15:2  | 15:6  |       |       |   |
| 29.11 | Korea Południowa  | 3:0   | Egipt     | 15:10 | 15:7  | 15:1  |       |       |   |
| 29.11 | Chiny             | 3:1   | Tunezja   | 11:15 | 15:7  | 15:7  | 15:7  |       |   |

### 4° runda

#### Tokyo
| Data  | Drużyna 1         | Wynik | Drużyna 2         | 1     | 2     | 3     | 4     | 5 | * |
| ----- | ----------------- | ----- | ----------------- | ----- | ----- | ----- | ----- | - | - |
| 30.11 | Kanada            | 3:0   | Tunezja           | 15:12 | 15:5  | 15:12 |       |   |   |
| 30.11 | Stany Zjednoczone | 3:0   | Argentyna         | 15:11 | 15:5  | 15:12 |       |   |   |
| 30.11 | Japonia           | 3:1   | Kuba              | 13:15 | 15:5  | 16:14 | 15:7  |   |   |
| 01.12 | Włochy            | 3:0   | Stany Zjednoczone | 15:8  | 15:5  | 15:4  |       |   |   |
| 01.12 | Brazylia          | 3:0   | Chiny             | 15:4  | 15:7  | 15:7  |       |   |   |
| 01.12 | Holandia          | 3:0   | Japonia           | 15:3  | 15:11 | 15:12 |       |   |   |
| 02.12 | Włochy            | 3:0   | Tunezja           | 15:5  | 15:5  | 15:9  |       |   |   |
| 02.12 | Kuba              | 3:1   | Chiny             | 14:16 | 15:11 | 15:12 | 15:13 |   |   |
| 02.12 | Brazylia          | 3:0   | Japonia           | 15:3  | 15:5  | 15:4  |       |   |   |

#### Chiba
| Data  | Drużyna 1         | Wynik | Drużyna 2        | 1     | 2     | 3     | 4     | 5 | * |
| ----- | ----------------- | ----- | ---------------- | ----- | ----- | ----- | ----- | - | - |
| 30.11 | Włochy            | 3:0   | Korea Południowa | 15:13 | 15:7  | 15:10 |       |   |   |
| 30.11 | Holandia          | 3:0   | Chiny            | 15:10 | 15:10 | 15:3  |       |   |   |
| 30.11 | Brazylia          | 3:0   | Egipt            | 15:2  | 15:6  | 15:8  |       |   |   |
| 01.12 | Argentyna         | 3:0   | Tunezja          | 15:12 | 15:8  | 15:12 |       |   |   |
| 01.12 | Kanada            | 3:1   | Korea Południowa | 15:9  | 8:15  | 15:10 | 15:10 |   |   |
| 01.12 | Kuba              | 3:0   | Egipt            | 15:6  | 15:11 | 15:4  |       |   |   |
| 02.12 | Stany Zjednoczone | 3:0   | Kanada           | 15:13 | 15:10 | 15:10 |       |   |   |
| 02.12 | Holandia          | 3:0   | Egipt            | 15:3  | 15:9  | 15:8  |       |   |   |
| 02.12 | Argentyna         | 3:1   | Korea Południowa | 12:15 | 16:14 | 16:14 | 15:11 |   |   |

## Tabela
| Lp. | Drużyna           | Pkt | Mecze | Mecze | Mecze | Sety | Sety | Sety   | Małe punkty | Małe punkty | Małe punkty |
| Lp. | Drużyna           | Pkt | M     | W     | P     | wyg. | prz. | ratio  | zdob.       | str.        | ratio       |
| --- | ----------------- | --- | ----- | ----- | ----- | ---- | ---- | ------ | ----------- | ----------- | ----------- |
| 1   | Włochy            | 22  | 11    | 11    | 0     | 33   | 3    | 11.000 | 526         | 258         | 2.039       |
| 2   | Holandia          | 20  | 11    | 9     | 2     | 30   | 7    | 4.286  | 522         | 344         | 1.517       |
| 3   | Brazylia          | 20  | 11    | 9     | 2     | 29   | 7    | 4.143  | 516         | 297         | 1.737       |
| 4   | Stany Zjednoczone | 19  | 11    | 8     | 3     | 24   | 9    | 2.667  | 429         | 351         | 1.222       |
| 5   | Japonia           | 18  | 11    | 7     | 4     | 21   | 13   | 1.615  | 427         | 371         | 1.151       |
| 6   | Kuba              | 18  | 11    | 7     | 4     | 23   | 18   | 1.278  | 498         | 491         | 1.014       |
| 7   | Argentyna         | 16  | 11    | 5     | 6     | 17   | 21   | 0.810  | 415         | 461         | 0.900       |
| 8   | Korea Południowa  | 14  | 11    | 3     | 8     | 12   | 24   | 0.500  | 404         | 467         | 0.865       |
| 9   | Kanada            | 14  | 11    | 3     | 8     | 11   | 27   | 0.407  | 385         | 527         | 0.731       |
| 10  | Chiny             | 14  | 11    | 3     | 8     | 11   | 26   | 0.423  | 371         | 483         | 0.768       |
| 11  | Egipt             | 12  | 11    | 1     | 10    | 6    | 30   | 0.200  | 288         | 505         | 0.570       |
| 12  | Tunezja           | 11  | 11    | 0     | 11    | 2    | 33   | 0.061  | 289         | 515         | 0.561       |

Źródło: the-sport.org
Punktacja: zwycięstwo – 2 pkt; porażka – 1 pkt
Zasady ustalania kolejności: 1. liczba punktów; 2. stosunek setów; 3. stosunek małych punktów; 4. bilans w bezpośrednich meczach
     awans na Igrzyska Olimpijskie 1996

## Nagrody indywidualne
| MVP          | Najlepszy punktujący | Najlepszy blokujący | Najlepszy atakujący | Najlepszy rozgrywający |
| ------------ | -------------------- | ------------------- | ------------------- | ---------------------- |
| Andrea Giani | Marcos Milinkovic    | Jason Haldane       | Bas van de Goor     | Lloy Ball              |